# برو 140
برو 140 (ليرونليماب) هو مضاد ضد وحيد النسيلة يستهدف مُسْتَقبِل CCR5 الموجود في الخلية التائية للجهاز المناعي. وتجري ابحاث لاستخدمه كعلاج لمرض الإيدز. وقامت إدارة الغذاء والدواء في الولايات المتحدة بتسريع عملية الموافقة على الدواء. في فبراير 2008 دخل الدواء المرحلة الثانية من التجارب السريرية والمرحلة الثالثة في عام 2015. وفي فبراير 2018 اعلنت شركة سايتوداين الأميركية المصنعة وصلها لنقطة النهاية الرئيسية في تجارب علاج الإيدز.